# Cupertino
Cupertino è una città degli Stati Uniti d'America situata nella contea di Santa Clara (California), sul bordo occidentale della Santa Clara Valley con porzioni che si estendono fino ai piedi delle Santa Cruz Mountains; la popolazione era di 58 302 abitanti al censimento del 2010.
Forbes l'ha classificata come una delle piccole città più istruite al mondo; è anche famosa per la sede centrale di Apple.

## Origine del nome
Il suo nome è legato a San Giuseppe da Copertino. Nel 1776, il francescano Fra Pedro Font, che accompagnava la spedizione di Juan Bautista de Anza, anche come cartografo, chiamò il corso d'acqua che attraversa ancora l'attuale città “Arroyo de San José de Cupertino”. 
Con l'arrivo di coloni anglo-americani il corso d'acqua fu chiamato Stevens Creek. Lungo il corso sorse un villaggio e poi una cittadina. Fu intorno al 1880, soprattutto per merito di John T. Doyle, storico e avvocato di San Francisco, che fu riscoperta l'antica denominazione voluta da Pedro Font e fu riportato in auge il nome di Cupertino, fino ad imporsi come toponimo. 
Successivamente fu stabilito un rapporto di gemellaggio con la città salentina di Copertino, in provincia di Lecce.

## Geografia fisica
Secondo lo United States Census Bureau, ha un'area totale di 11,31 mi² (29,29 km²).

## Società

### Evoluzione demografica
Secondo il censimento del 2010, la popolazione era di 58 302 abitanti.

### Etnie e minoranze straniere
Secondo il censimento del 2010, la composizione etnica della città era formata dal 31,3% di bianchi, lo 0,6% di afroamericani, lo 0,2% di nativi americani, il 63,3% di asiatici, lo 0,1% di oceaniani, l'1,1% di altre etnie, e il 3,3% di due o più etnie. Ispanici o latinos di qualunque gruppo etnico erano il 3,6% della popolazione.

## Amministrazione

### Gemellaggi
Cupertino è gemellata con:
- Bhubaneswar[4];
- Copertino;
- Hsinchu;
- Toyokawa[5]